# Steptoe (település)
Steptoe az Amerikai Egyesült Államok északnyugati részén, Washington állam Whitman megyéjében elhelyezkedő statisztikai település. A 2010. évi népszámlálási adatok alapján 180 lakosa van.
A település postahivatalát 1875-ben hozták létre. A helység nevét a szomszédos Rosalia mellett vívott csata ezredeséről, Edward Steptoe-ról kapta.

## Éghajlat
| Hónap                         | Jan.  | Feb.  | Már.  | Ápr.  | Máj. | Jún. | Júl. | Aug. | Szep. | Okt.  | Nov.  | Dec.  | Év    |
| ----------------------------- | ----- | ----- | ----- | ----- | ---- | ---- | ---- | ---- | ----- | ----- | ----- | ----- | ----- |
| Rekord max. hőmérséklet (°C)  | 16,7  | 19,4  | 26,1  | 33,9  | 37,2 | 38,9 | 42,8 | 45,0 | 39,4  | 35,0  | 23,9  | 17,8  | 45,0  |
| Átlagos max. hőmérséklet (°C) | 2,8   | 6,7   | 10,6  | 15,0  | 19,4 | 23,3 | 28,3 | 28,3 | 23,9  | 16,7  | 7,8   | 3,3   | 15,6  |
| Átlagos min. hőmérséklet (°C) | −4,4  | −2,8  | −0,6  | 2,2   | 5,0  | 8,3  | 10,0 | 9,4  | 5,6   | 0,6   | −1,1  | −3,9  | 2,4   |
| Rekord min. hőmérséklet (°C)  | −32,8 | −28,9 | −22,2 | −12,2 | −8,9 | −5,0 | −3,9 | −6,1 | −7,8  | −18,0 | −23,9 | −36,1 | −36,1 |
| Átl. csapadékmennyiség (mm)   | 59    | 51    | 51    | 44    | 46   | 35   | 18   | 18   | 19    | 30    | 65    | 74    | 510   |
| Forrás: The Weather Channel   |       |       |       |       |      |      |      |      |       |       |       |       |       |

## Népesség
A 2010-es népszámláláskor  180 lakója, 86 háztartása és 54 családja volt. A népsűrűség 31,6 fő/km2. A lakóegységek száma 88, sűrűségük 15,5 db/km2. A lakosok 95,6%-a fehér, 0,6%-a afroamerikai, 1,1%-a indián,   0,6%-a egyéb, 2,2%-a pedig kettő vagy több etnikumú. A spanyol vagy latino származásúak aránya 2,2% (   )
A háztartások 24,1%-ában élt 18 évnél fiatalabb. 54,2% házas, 6% egyedülálló nő, 4,8% egyedülálló férfi, 34,9% pedig nem család. 28,9% egyedül élt; 9,6%-uk 65 éves vagy idősebb. Egy háztartásban átlagosan 2,17 személy élt; a családok átlagmérete 2,67 fő.
A medián életkor 47,6 év volt. Lakóinak 17,8%-a 18 évesnél fiatalabb, 3,9% 18 és 24 év közötti, 17,3%-uk 25 és 44 év közötti, 37,8%-uk 45 és 64 év közötti, 19,4%-uk pedig 65 éves vagy idősebb. A lakosok 50%-a férfi, 50%-a pedig nő.

## Fordítás
Ez a szócikk részben vagy egészben  a   Steptoe, Washington című angol Wikipédia-szócikk ezen változatának fordításán alapul.  Az eredeti cikk szerkesztőit annak laptörténete sorolja fel. Ez a jelzés csupán a megfogalmazás eredetét és a szerzői jogokat jelzi, nem szolgál a cikkben szereplő információk forrásmegjelöléseként.